# Radio Oberösterreich
Radio Oberösterreich ist das vom ORF betriebene Regionalradio für Oberösterreich im Rahmen des Senders Österreich 2 (Österreich-Regional).

## Programm
Radio Oberösterreich bietet tagsüber ein durchformatiertes Programm mit Musik, Moderation, Nachrichten, Sport, Kultur und Wetter-/Verkehrsservice zugeschnitten auf das Publikum in Oberösterreich. Zielgruppe sind Oberösterreicher über 35 Jahre. Die Musikauswahl beruht überwiegend auf gängigen Popoldies. Es werden auch deutschsprachige Titel gespielt, meistens Schlager oder Neue Deutsche Welle, wobei der Anteil an österreichischen Musiktiteln (Austropop) relativ hoch ist. Gelegentlich gibt es am Wochenende sogenannte „Musikwochenenden“, an denen fast nur Musik von einem bestimmten Künstler, einer bestimmten Musikrichtung oder einer bestimmten musikalischen Zeit gespielt wird. Unter anderem gab es bereits folgende „Musikwochenenden“: Das „Udo Jürgens-Wochenende“, Das „Elvis Presley-Wochenende“, Das „musikalische Hådern-Wochenende“, Das „Austropop-Wochenende“, „Girls, Girls, Girls - Von Angie bis Suzie Q.“, „Disco-Fieber – Das Musikwochenende“, Musikwochenende: „Happy Birthday Elton John“ und „Bella Italia! Das Musikwochenende“.
Das Programm ist auch über Livestream im Internet weltweit und Astra Digital europaweit zu empfangen. Ab 19:00 Uhr sowie am Sonntagvormittag weicht Radio Oberösterreich vom oldiebasierten Format ab und sendet traditionelle Volksmusik („Volkskultur“), Sport-, Kultur- und Talkmagazine.
Durch die Einführung des privaten Regionalradios im Jahre 1998 bekam Radio Oberösterreich neue Konkurrenz. Sender wie die kommerziell orientierten „Life Radio“, „Krone Hit“, „Radio  Arabella“ sowie der freie Kultur-Sender Radio FRO (Radio Freies Oberösterreich) haben in den letzten Jahren Publikum gefunden. Mit 420.000 Hörerinnen und Hörern ab zehn Jahren (gesamtes Sendegebiet von Radio Oberösterreich, Montag bis Freitag, vorläufige Projektion) ist Radio Oberösterreich regionaler Marktführer in der Zielgruppe 10+ (Radiotest; 2. Halbjahr 2007).

## Leitung
Seit Jänner 2022 wird Radio Oberösterreich als Sparte des ORF-Landesstudios Oberösterreich (mit Sitz in Linz) von Landesdirektor Klaus Obereder geleitet. Radiokoordinatorin und somit Programmchefin ist seit 1. April 2022 Romana Nachbauer. Informationschef und für die Nachrichtensendungen verantwortlich ist Stefan Hartl. Für das regionale Marketing zeichnet Andrea Novak verantwortlich.

## Sendungen und Moderatoren
| Sendung | Sendezeit | Moderator/in | Bemerkung |
| --- | --- | --- | --- |
| Guten Morgen Oberösterreich                                                                                    | Mo–Fr 5:00 Uhr–9:00 Uhr Sa und an Feiertagen 6:00 Uhr–10:00 Uhr So 6:00 Uhr–8:00 Uhr in den Sommerferien/während der Radio OÖ Sommertour: Mo–Fr 5:00 Uhr–10:00 Uhr Sa und So 6:00 Uhr–10:00 Uhr | - Joseph „Joe“ Daxbacher - Gernot Hörmann (gelegentlich) - Wolfgang Lehner - Günther Madlberger - Katharina „Kathi“ Hellmayr (Co-Moderation, Wetter/Verkehr, außerdem am Wochenende und am Feiertag) - Silke Langeder (Co-Moderation, Wetter/Verkehr, außerdem am Feiertag) - Tanja Leitner (Wetter/Verkehr, gelegentlich) - Sophie Peraus (Co-Moderation, Wetter/Verkehr, gelegentlich) - Claudia Em (gelegentlich am Wochenende) - Dominik Klinger (gelegentlich am Wochenende) - Petra Lehner (am Wochenende und am Feiertag) - Jutta Mocuba (am Wochenende) - Maria Theiner (am Wochenende) | |
| Radio Oberösterreich bei der Arbeit                                                                            | Mo–Fr 9:00 Uhr–14:00 Uhr; außer während der Radio OÖ Sommertour | - Dennis Bankowsky - Cornelia „Conny“ Deutsch - Claudia Em - Katharina „Kathi“ Hellmayr - Petra Lehner (Hauptmoderatorin) - Jutta Mocuba - Maria Theiner - Katrin Wachauer (Hauptmoderatorin) - Joseph „Joe“ Daxbacher (gelegentlich) - Gernot Hörmann (gelegentlich) - Dominik Klinger (gelegentlich) - Silke Langeder (gelegentlich) - Günther Madlberger (gelegentlich) | |
| Radio Oberösterreich von 2 bis frei                                                                            | Mo–Fr 14:00 Uhr–19:00 Uhr | - Joseph „Joe“ Daxbacher - Claudia Em - Katharina „Kathi“ Hellmayr - Gernot Hörmann - Dominik Klinger - Günther Madlberger - Chiara Schweighofer (Wetter/Verkehr) - Tanja Leitner (Wetter/Verkehr, gelegentlich) - Isabella Minniberger (Wetter/Verkehr) - Sophie Peraus (Wetter/Verkehr, gelegentlich) - Cornelia „Conny“ Deutsch (gelegentlich) - Silke Langeder (gelegentlich) - Petra Lehner (gelegentlich) - Wolfgang Lehner (gelegentlich) - Jutta Mocuba (gelegentlich) - Maria Theiner (gelegentlich) - Katrin Wachauer (gelegentlich)                                                  | |
| G’sungen und g’spielt 1. Do im Monat: Die sagenhafte Stund'                                                    | Mo–Fr 19:00 Uhr–21:00 Uhr Die sagenhafte Stund': 20:00 Uhr–21:00 Uhr | - Katharina Baschinger - Daniel Hochmair - Heinz Hörhager - Klaus Landa - Sandra Ohms - Helmut Wittmann (Die sagenhafte Stund') | ausschließlich traditionelle und moderne Volksmusik sowie Blasmusik Die sagenhafte Stund': Volksmärchen, Sagen und Überlieferungen                                                                            |
| Der Radio Oberösterreich Schlager-Cocktail                                                                     | Fr 21:00 Uhr–22:00 Uhr | - Günther Madlberger | ausschließlich Schlagermusik |
| Arcimboldo – Treffpunkt Markt                                                                                  | Sa 10:00 Uhr–12:00 Uhr | - Claudia Em - Dominik Klinger - Dennis Bankowsky (gelegentlich) - Joseph „Joe“ Daxbacher (gelegentlich) - Katharina „Kathi“ Hellmayr (gelegentlich) - Günther Madlberger (gelegentlich) - Katrin Wachauer (gelegentlich) | live vor Ort vom Linzer Südbahnhofmarkt |
| Schönes Wochenende I                                                                                           | Sa und So 12:00 Uhr–15:00 Uhr | - Cornelia „Conny“ Deutsch - Katharina „Kathi“ Hellmayr - Jutta Mocuba - Maria Theiner - Katrin Wachauer - Claudia Em (gelegentlich) - Gernot Hörmann (gelegentlich) - Dominik Klinger (gelegentlich) - Silke Langeder (gelegentlich) - Petra Lehner (gelegentlich) | |
| Schönes Wochenende II                                                                                          | Sa und So 15:00 Uhr–19:00 Uhr | - Claudia Em - Katharina „Kathi“ Hellmayr - Dominik Klinger - Silke Langeder - Katrin Wachauer - Joseph „Joe“ Daxbacher (gelegentlich) - Cornelia „Conny“ Deutsch (gelegentlich) - Gernot Hörmann (gelegentlich) - Günther Madlberger (gelegentlich) - Jutta Mocuba (gelegentlich) - Maria Theiner (gelegentlich) | |
| Forchers Zeitmaschine                                                                                          | Sa 19:00 Uhr–21:00 Uhr | - Eberhard Forcher | Kulthits und Erinnerungen aus vier Jahrzehnten |
| Linzer Torte                                                                                                   | So und an Feiertagen 8:00 Uhr–10:00 Uhr | - Joseph „Joe“ Daxbacher - Jutta Mocuba - Maria Theiner - Gernot Hörmann (gelegentlich) - Günther Madlberger (gelegentlich) | prominente Gäste im Gespräch |
| Frühschoppen                                                                                                   | So 11:00 Uhr–12:00 Uhr | - Claudia Em - Günther Madlberger | ausschließlich live vorgetragene Blasmusik und Volksmusik, die Produktion und Übertragung übernimmt jede Woche ein anderes ORF-Landesstudio                                                                   |
| Radio Oberösterreich Kulturzeit 1. So im Monat: Literatur – Das literarische Duett 3. So im Monat: Hoamatsound | So 19:00 Uhr–20:00 Uhr | - Rudolf Aigmüller - Katharina Maurer (Literatur – Das literarische Duett) - Loucaz Steinherr (Hoamatsound) | Musik von Klassik bis Jazz Literatur – Das literarische Duett: Diskussion über Buchneuheiten und Vorstellung von aktuellen Büchern Hoamatsound: ausschließlich Musik von jungen oberösterreichischen Musikern |
| Klingendes Oberösterreich                                                                                      | So 20:00 Uhr–21:00 Uhr | - Petra Humpel - Hermann Pumberger | ausschließlich Blasmusik |
| Das Blasmusikkonzert                                                                                           | 1. Mi im Monat 21:00 Uhr–22:00 Uhr | - Petra Humpel - Hermann Pumberger | ausschließlich Blasmusik |
| Schönen Feiertag I                                                                                             | an religiösen Feiertagen 11:00 Uhr–12:00 Uhr an nicht religiösen Feiertagen 12:00 Uhr–15:00 Uhr                                                                                                 | - Joseph „Joe“ Daxbacher - Claudia Em - Katharina „Kathi“ Hellmayr - Wolfgang Lehner - Günther Madlberger - Jutta Mocuba - Maria Theiner - Gernot Hörmann (gelegentlich) - Silke Langeder (gelegentlich) - Katrin Wachauer (gelegentlich) | |
| Schönen Feiertag II (am Stefanitag 2024 Schönen Feiertag I – Radio Oberösterreich am Stefanitag)               | an religiösen Feiertagen 12:00 Uhr–15:00 Uhr am Stefanitag 2024 von 11:00–15:00 Uhr | - Cornelia „Conny“ Deutsch - Claudia Em - Katharina „Kathi“ Hellmayr - Jutta Mocuba - Maria Theiner - Gernot Hörmann (gelegentlich) - Katrin Wachauer (gelegentlich) | |
| Schönen Feiertag III (an nicht religiösen Feiertagen Schönen Feiertag II)                                      | an religiösen Feiertagen 15:00 Uhr–19:00 Uhr an nicht religiösen Feiertagen 14:00 Uhr–19:00 Uhr                                                                                                 | - Claudia Em - Katharina „Kathi“ Hellmayr - Gernot Hörmann - Günther Madlberger - Maria Theiner - Katrin Wachauer | |
| Radio OÖ Sommertour                                                                                            | 15.07.–23.08.2024 in den Sommerferien Mo–Fr 10:00 Uhr–14:00 Uhr | - Joseph „Joe“ Daxbacher - Cornelia „Conny“ Deutsch - Claudia Em (gelegentlich) - Katharina „Kathi“ Hellmayr - Günther Madlberger | live vor Ort aus einer Gemeinde, vor allem von Ausflugszielen in Oberösterreich |

### Moderatoren von Oberösterreich heute
- Daniela Dahlke
- Conny Deutsch
- Stefan Hartl (Chefredakteur)
- Gernot Hörmann
- Jutta Mocuba
- Stephan Schnabl
- Maria Theiner
- Daniela Dahlke

## Frequenzen
Radio Oberösterreich ist in fast ganz Oberösterreich auf 95,2 MHz (Linz Lichtenberg, 100 kW ERP) empfangbar.
Nur im Attergau und im Bezirk Kirchdorf gibt es vereinzelt Empfangsstörungen, weshalb Radio Oberösterreich im Attergau auf 101,2 MHz (Salzburg/Gaisberg, 10 kW ERP), im Bezirk Kirchdorf auf 93,1 MHz (Windischgarsten/Kleinerberg 0,15 kW ERP) und Schärding/Schardenberg auf 99,5 MHz, 4 kW ERP verbreitet wird.
Radio Oberösterreich ist gut bis sehr gut fast in ganz Oberösterreich, in Teilen Südböhmens bis hinein in das Prager Becken, im Westen bis nach Niederbayern, Oberbayern und die Oberpfalz zu empfangen. Weiters ist Radio Oberösterreich auch in den benachbarten Bundesländern Salzburg, Niederösterreich sowie in der Steiermark zu empfangen. Wegen der geographisch mehr Richtung Osten hin tendierten Lage hat es aber – besonders Richtung Deutschland – ein weniger großes Sendegebiet als der südwestliche Nachbar aus Salzburg.

## Friedenslicht
Die mittlerweile international bekannte und geschätzte Idee zum Friedenslicht aus Betlehem hat ihren Ursprung im Landesstudio Oberösterreich. Radio OÖ begleitet das jährlich neu ausgewählte Friedenslichtkind aus Oberösterreich.

## Kultur
Neben gängigen Musik- und Informationssendungen öffnet sich Radio Oberösterreich auch einem kulturinteressierten Publikum. Die Sendung „Radio Oberösterreich Kulturzeit“ mit Rudolf Aigmüller oder in früheren Jahren Alice Ertlbauer-Cammerers „Konzertpodium“ sowie das „Offene Radio“, in der Bernhard Kravanja-Raingrubers Jazz- und Weltmusikserie „Tin Pan Alley“ lief, sind und waren dafür ein lebendiges Beispiel.